# 론 채니 주니어
론 체이니 주니어(Lon Chaney Jr., 영어 발음: /ˈtʃeɪni/, 1906년 2월 10일 ~ 1973년 7월 12일)는 미국의 배우이다.

## 출연 작품
- 스파이더 베이비 (1968년)
- 벅스킨 (1968년)
- 닥터 테러스 갤러리 오브 호러스 (1967년)
- 윗치크래프트 (1964년)
- 페이스 오브 더 스크리밍 웨어울프 (1964년)
- 유령 출몰지 (1963년)
- 앨리게이터 피플 (1959년)
- 흑과 백 (1958년)
- 라스트 모히칸 (1957년)
- 파드너스 (1956년)
- 인디언 전사 (1955년)
- 카사노바의 빅 나이트 (1954년)
- 하이 눈 (1952년) - 마틴 호우 역
- 애보트와 코스텔로 2 (1948년) - 래리 탤봇 / 더 울프 맨 역
- 마이 페이버릿 브뤼넷 (1947년)
- 드라큐라의 집 (1945년)
- 코브라 우먼 (1944년)
- 미이라의 저주 (1944년)
- 미이라의 유령 (1944년)
- 폴로우 더 보이즈 (1944년)
- 프랑켄슈타인의 집 (1944년)
- 프랑켄슈타인 늑대인간 만나다 (1943년)
- 드라큐라의 아들 (1943년)
- 미이라의 무덤 (1942년)
- 프랑켄슈타인의 유령 (1942년)
- 맨-메이드 몬스터 (1941년)
- 울프 맨 (1941년)
- 북서 기마 순찰대 (1940년)
- 무법자 제시 제임스 (1939년)
- 생쥐와 인간 (1939년)
- 샐리, 아이린 앤 메리 (1938년)
- 해피 랜딩 (1938년)
- 서브마린 패트롤 (1938년)
- 씬 아이스 (1937년)
- 에이스 드러몬드 (1936년)
- 위험한 게임 (1932년)
- 걸 크레이지 (1932년)

### 텔레비전
- Climax! (1954-57)
- 서부의 파라딘 (1959, 1963)